# Dougal Dixon
Dougal Dixon (* 9. května 1947 v Dumfries) je skotský spisovatel, popularizátor vědy, geolog a paleontolog.
Dixon studoval geologii a paleontologii na University of St. Andrews a vydobyl si značnou reputaci jako průkopník tzv. spekulativní zoologie a paleontologie. Zabývá se například hypotetickými formami do třetihor přeživších dinosaurů nebo možnostmi dalšího vývoje života v éře po člověku. Píše však také encyklopedické nebo zábavné knihy o pravěkých zvířatech a dinosaurech.

## Tvorba
- After Man: A Zoology of the Future (1981)
- Ice Age Explorer (Time Machine, No. 7) (1985)
- The New Dinosaurs: An Alternative Evolution (1988)
- The Children's Giant Book of Dinosaurs (asi 1990)
- Man After Man: An Anthropology of the Future (1990)
- The Future Is Wild (2003) – s Johnem Adamsem
- If Dinosaurs Were Alive Today (česky "Kdyby dinosauři žili dnes", nakl. Junior, 2008)
- World Encyclopedia of Dinosaurs & Prehistoric Creatures (2008)

## Televizní vystoupení
- Natural History of an Alien (Anatomy of an Alien) – dokument Discovery Channel/BBC (1998)